# 4009 Drobyshevskij
Drobyshevskij (asteróide 4009) é um asteróide da cintura principal com um diâmetro de 18,05 quilómetros, a 2,693063 UA. Possui uma excentricidade de 0,1402538 e um período orbital de 2 024,92 dias (5,55 anos).
Drobyshevskij tem uma velocidade orbital média de 16,82885657 km/s e uma inclinação de 2,29878º.
Este asteróide foi descoberto em 13 de Março de 1977 por Nikolai Chernykh.